# European Multifunction Phased Array Radar
L'European Multifunction Phased Array Radar (EMPAR) est un radar construit par Selex ES (groupe Leonardo-Finmeccanica), équipant les frégates antiaériennes Horizon. Il s'agit d'un radar 3D multifonction  à balayage électronique en bande C.

## Liste des utilisateurs

Dessin de la frégate française Chevalier Paul

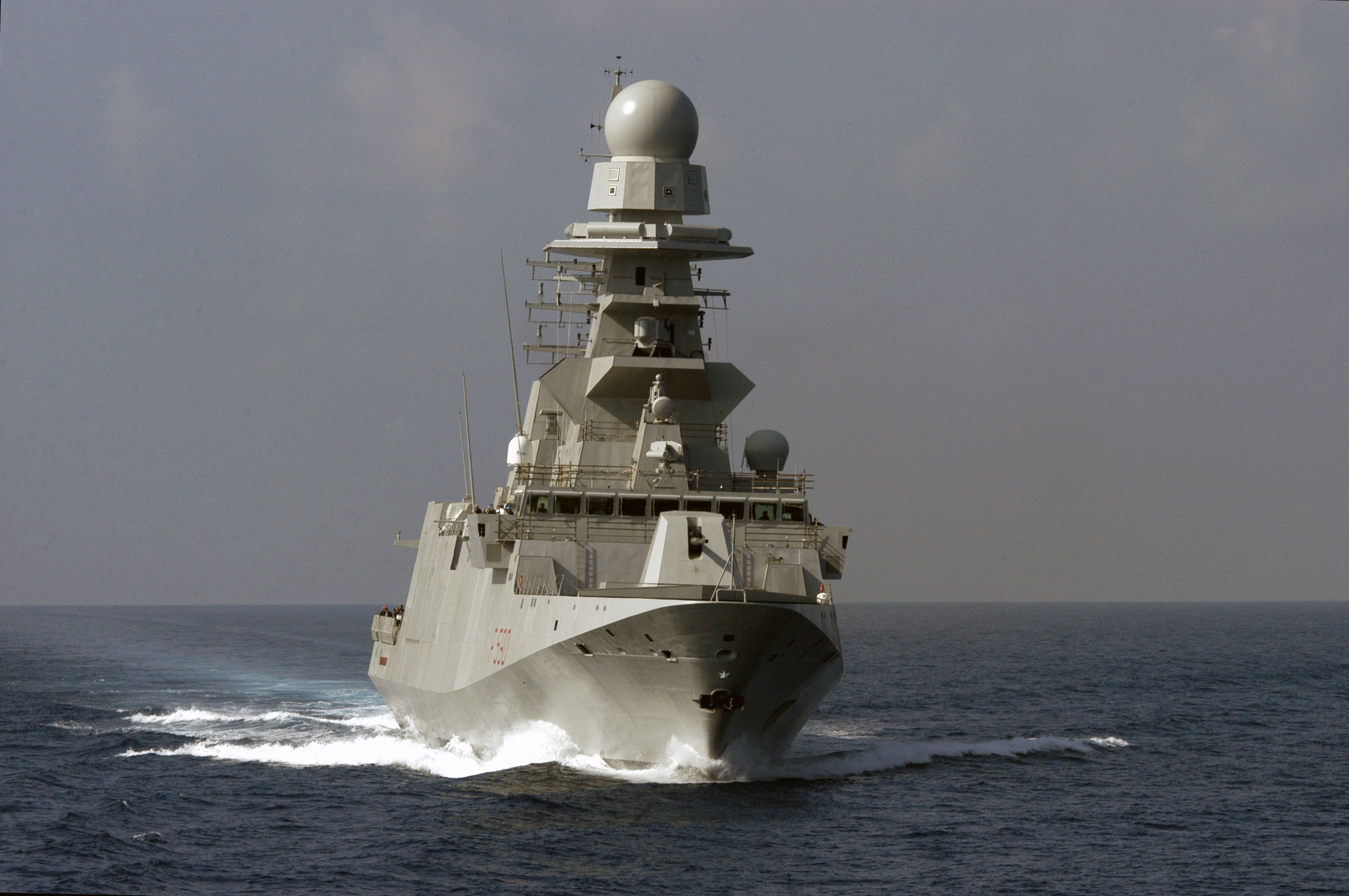
La FREMM italienne.

| Marine                     | Classe de navire      | Nombre de navires          | Date   | Statut                                          |
| -------------------------- | --------------------- | -------------------------- | ------ | ----------------------------------------------- |
| Marina Militare            | Cavour                | 1 x porte-aéronefss        | 2009 - | En service                                      |
| Marina Militare            | Frégates Horizon      | 2 x frégates               | 2010 - | En service                                      |
| Marina Militare            | FREMM                 | 8 x frégates               | 2013 - | En service, 4 frégates supplémentaires prévues. |
| Marina Militare            | Centre d'entrainement | 1 x base navale de Tarente | n.c.   | En service                                      |
| Marine nationale           | Frégates Horizon      | 2 x frégates               | 2010 - | En service                                      |
| Forces navales algériennes | LPD San Giorgio       | 1 x LPD                    | 2014 - | En service                                      |
| Marine du Qatar            | LPD San Giorgio       | 1 x LPD                    | n.c.   | En armement                                     |
| Marine égyptienne          | FREMM                 | 2 x frégates               | 2020 - | Bateaux achetés à l'Italie                      |